# Милле, Жан-Франсуа
Жан-Франсуа́ Милле́ (фр. Jean-François Millet, 4 октября 1814, Грюши, близ Шербура — 20 января 1875, Барбизон) — французский живописец, один из основателей барбизонской школы пейзажной живописи.

## Биография
Милле родился в большой семье зажиточного крестьянина Жана-Луи-Николя Милле (родом из Сен-Жермен-ле-Гайяр) и Эме Генриетты Аделаиды Анри, в маленькой деревушке Грюши на берегу пролива Ла-Манш близ Шербура. В детстве пастух, а позже пахарь, он вырос в просвещённой среде. В частности, благодаря своему дяде, аббату, он читал Библию, а также Монтеня, Лафонтена, Гомера и Вергилия, Шекспира, Мильтона, Шатобриана и Виктора Гюго. Его младший брат Жан-Батист, родившийся в 1830 году, также стал художником.

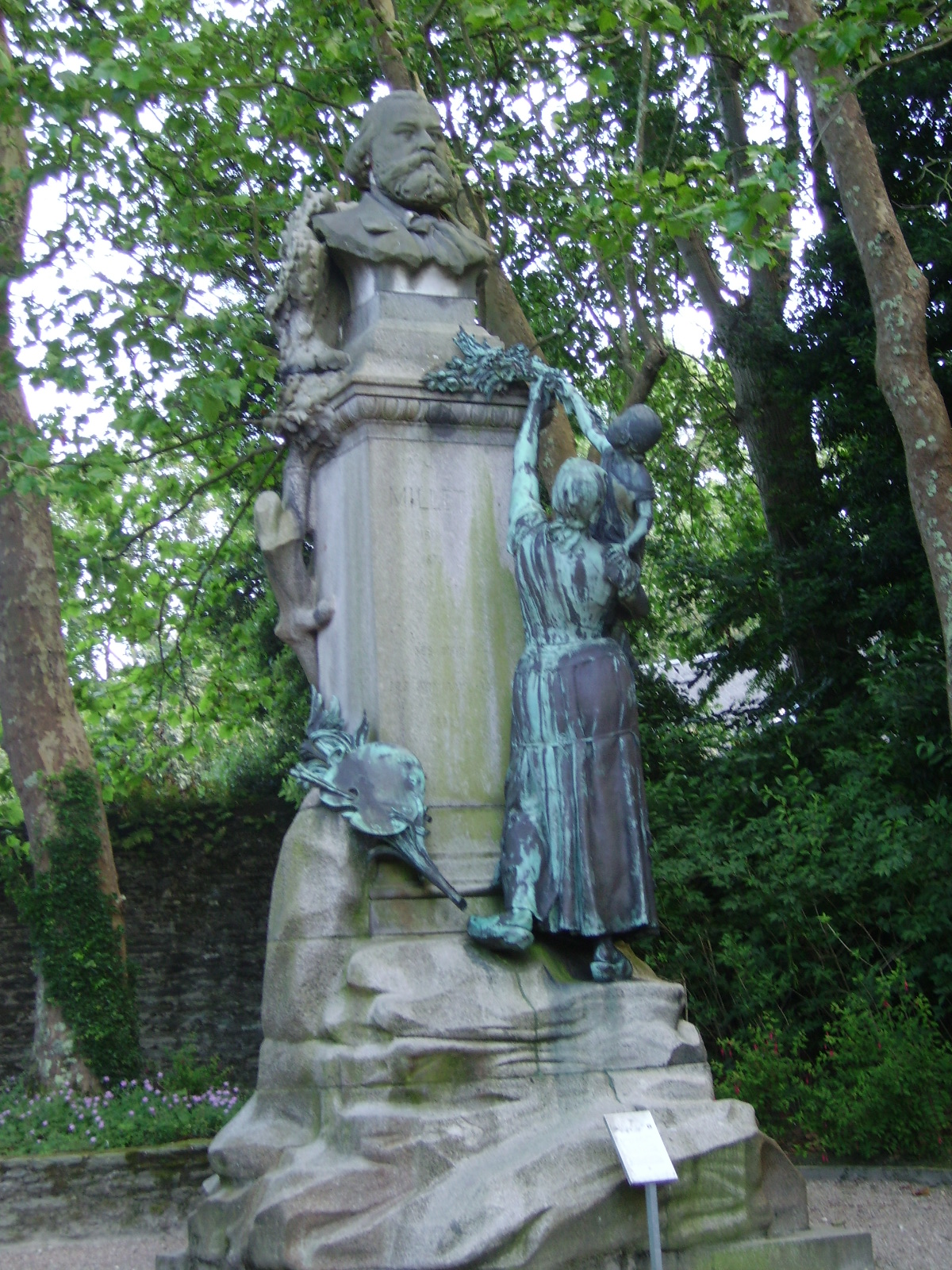
Памятник Ф. Милле. Общественный сад в Шербуре

Его художественные способности были восприняты семьёй как дар свыше. Родители дали ему денег и позволили учиться живописи. В двадцать лет, с 1834 года, он стал обучаться живописи в Шербуре у живописца у Поля Дюмушеля, портретиста школы Давида. Два года спустя он учился у Ланглуа, другого художника из Шербура. В то время Шербуре открылся Музей искусств Тома Анри, и Милле практиковался там, копируя картины голландских и испанских мастеров.
В 1837 году приехал в Париж и два года занимался в Школе изящных искусств в мастерской салонно-академического живописца Поля Делароша. Однако, он не сумел адаптироваться к академической системе обучения. Он безуспешно пытался получить Римскую премию. Затем потерял стипендию и был вынужден покинуть школу. Он более учился самостоятельно, копируя в Лувре произведения Андреа Мантеньи, Диего Веласкеса, Никола Пуссена и Эжена Делакруа. С 1840 года молодой художник начал выставлять свои работы в Парижском салоне. Его первыми произведениями были «галантные сцены» во вкусе рококо.
Жан-Франсуа вынужденно вернулся в Шербур, где зарабатывал на жизнь продажей портретов своих родственников и немногих заказчиков, в том числе эротических картин. В Шербуре он встретил Катрин Лемэр, бывшую служанку, портрет которой он написал в 1845 году и на которой в 1853 году женился. Она родила ему девять детей.
В 1849 году Милле поселился в Барбизоне и прожил там до конца своих дней. В Барбизоне он также вначале писал в «цветочной манере», создал немалое количество картин на мифологические сюжеты или с изображением милых детей и обнажённых женщин.
Однако постепенно тема крестьянской жизни и природы стала для него главной: «Я крестьянин и ничего больше, как крестьянин», — говорил он о себе.
Тяжесть крестьянского труда отразилась в картине «Сборщицы колосьев» (1857). Фигуры женщин на фоне поля изображены в «тяжком поклоне» — только так им удастся собрать оставшиеся после жатвы колосья. Вся картина наполнена солнцем и воздухом. Картина вызвала разные оценки публики и критики, что заставило мастера временно обратиться к более поэтичным сторонам крестьянского быта. В 1850-е годы он работал над изображениями сцен скромных крестьянских жилищ, в которых представлены безмятежные и одинокие женские фигуры, посвятившие себя воспитанию детей или ведению домашнего хозяйства.
В 1860 году он был вдохновлён романом Гюстава Флобера «Мадам Бовари», что привело к созданию картины «Урок шитья». В то время он был близок живописным идеям Оноре Домье и Теодора Руссо, «однако в отличие от большинства художников барбизонской школы, Милле мало интересовал пейзаж, он стремился к особому патетическому реализму в изображении человека и природы». Милле «работал по памяти в мастерской, достигая эпического звучания композиции с мощной, скульптурной моделировкой объёмов при сдержанном колорите».
Художник больше работал с игрой света, полутенями и светотенью, создавая работы, которые предвещали импрессионизм. Своим «монументально-романтическим стилем» он оказал влияние на многих художников. Его картину «Сеятель» (1851) копировал и обыгрывал Винсент Ван Гог. Творчество Милле противостояло вкусам периода Второй Империи во Франции. В некотором смысле продолжателем Милле был Константин Менье. «Идиллический реализм» Менье иногда соотносят с произведениями Ж.-Б. С. Шардена.
Милле скончался в Барбизоне 20 января 1875 года и был похоронен на общественном кладбище, которое в то время находилось в Шайи-ан-Бьер, поскольку Барбизон в то время был всего лишь деревушкой этой коммуны, рядом с захоронением своего друга Теодора Руссо. Его дом в Барбизоне находится по адресу Гранд-Рю, 29, он жил в нём с 1849 по 1875 год. В 1922 году он стал музеем, в котором воссозданы жилые интерьеры и помещены копии картин художника.
В санкт-петербургском Эрмитаже имеется картина Милле «Крестьянки с хворостом» (1858), в московском Музее изобразительных искусств им. А. С. Пушкина — картины «Собирательницы хвороста», «Отдых в лесу» (1850-е).

## Франсуа Милле в литературе
Марк Твен в рассказе «Жив он или умер?» описал историю о том, как группа художников, устав от нищеты, решила инсценировать и разрекламировать смерть одного из них, чтобы поднять цены на его картины. Художники просчитали, что денег, вырученных от похорон и эпитафий мастеров, умерших от голодной смерти, с лихвой хватило бы им на безбедную жизнь. Выбор пал на Франсуа Милле. Написав несколько картин, он «после тяжелой и продолжительной болезни умер». Примечательно, что в рассказе Франсуа Милле сам нёс «свой» гроб. Цены на картины сразу поднялись и художники смогли добиться своей цели — получить за свои произведения реальную цену при жизни.
Алекс Тарн в рассказе «Анжелюс» показывает, как одна картина может изменить мир человека, его отношение к себе, к жизни, к другим людям.
«И весь мир освещается этим светом, и все вокруг вдруг обретает какой-то пронзительный смысл, дальний, как этот колокольный звон, очень важный, но невыразимый словами. И они видят, что жизнь — это не только нескончаемое картофельное поле, не только осенняя грязь на деревянных башмаках, не только мозоли на руках и на сердце… это ещё и свет, и чудная свежесть вечера, и смысл, и радость, и любовь, и счастье…»

## Галерея

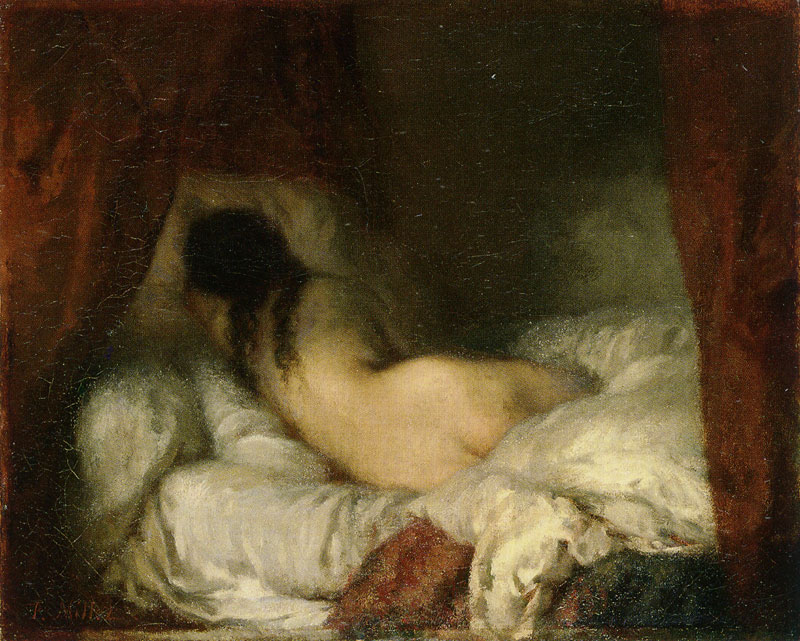
Лежащая обнажённая. Между 1844 и 1845. Холст, масло. Музей Орсе, Париж
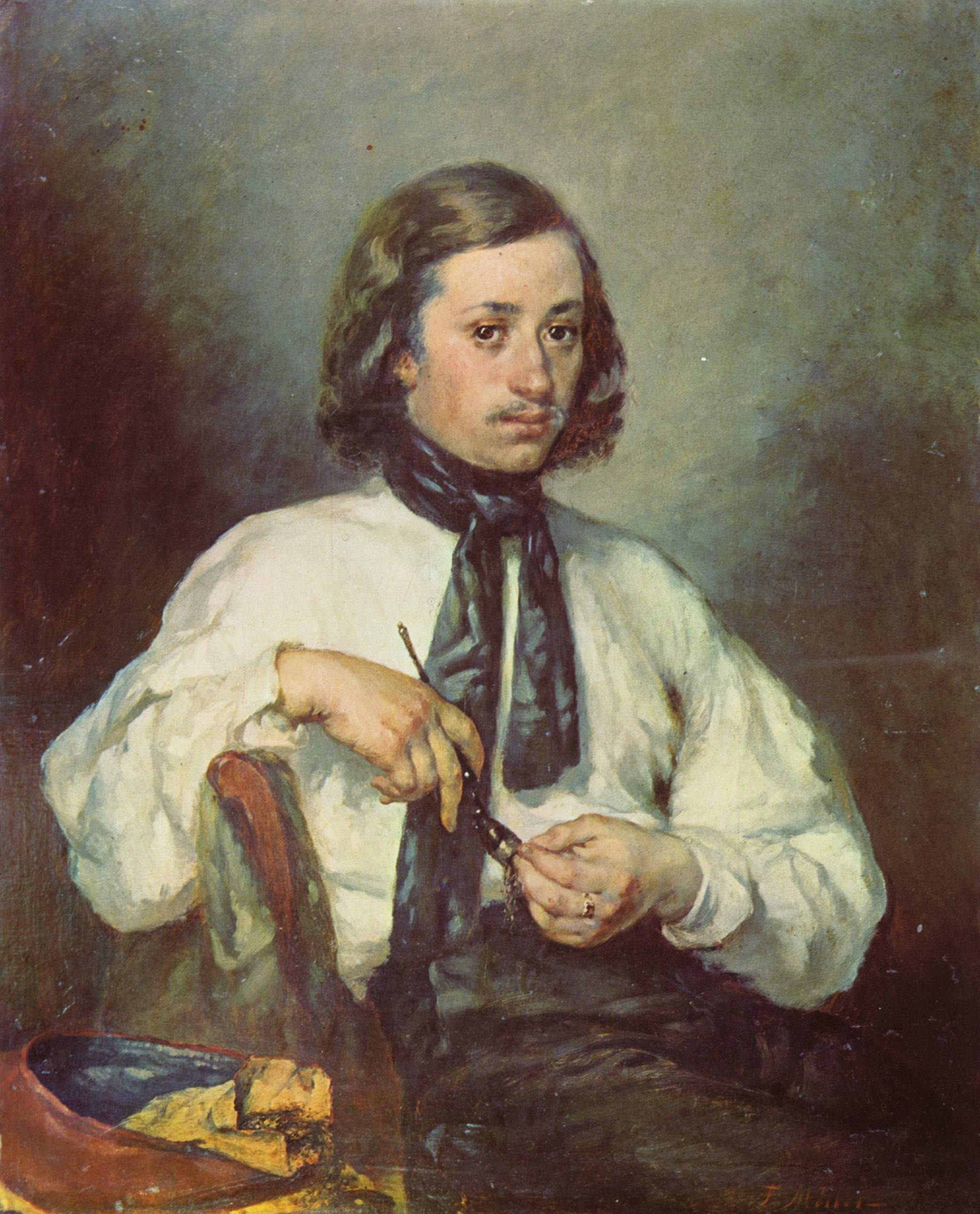
Портрет Армана Оно. Ок. 1843. Холст, масло. Музей искусств Тома Анри, Шербур
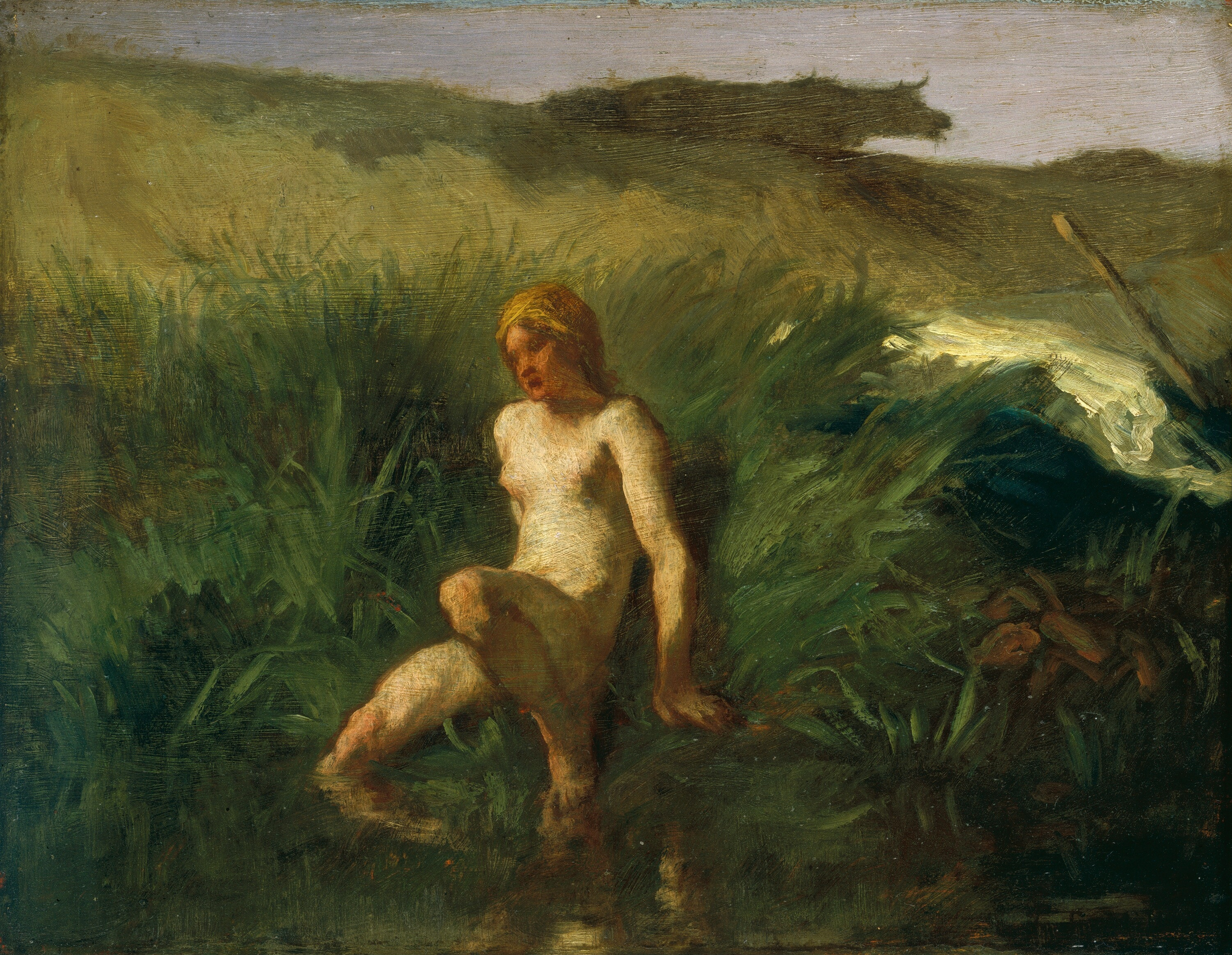
Купальщица. Между 1846 и 1848. Дерево, масло. Национальная галерея искусства, Вашингтон
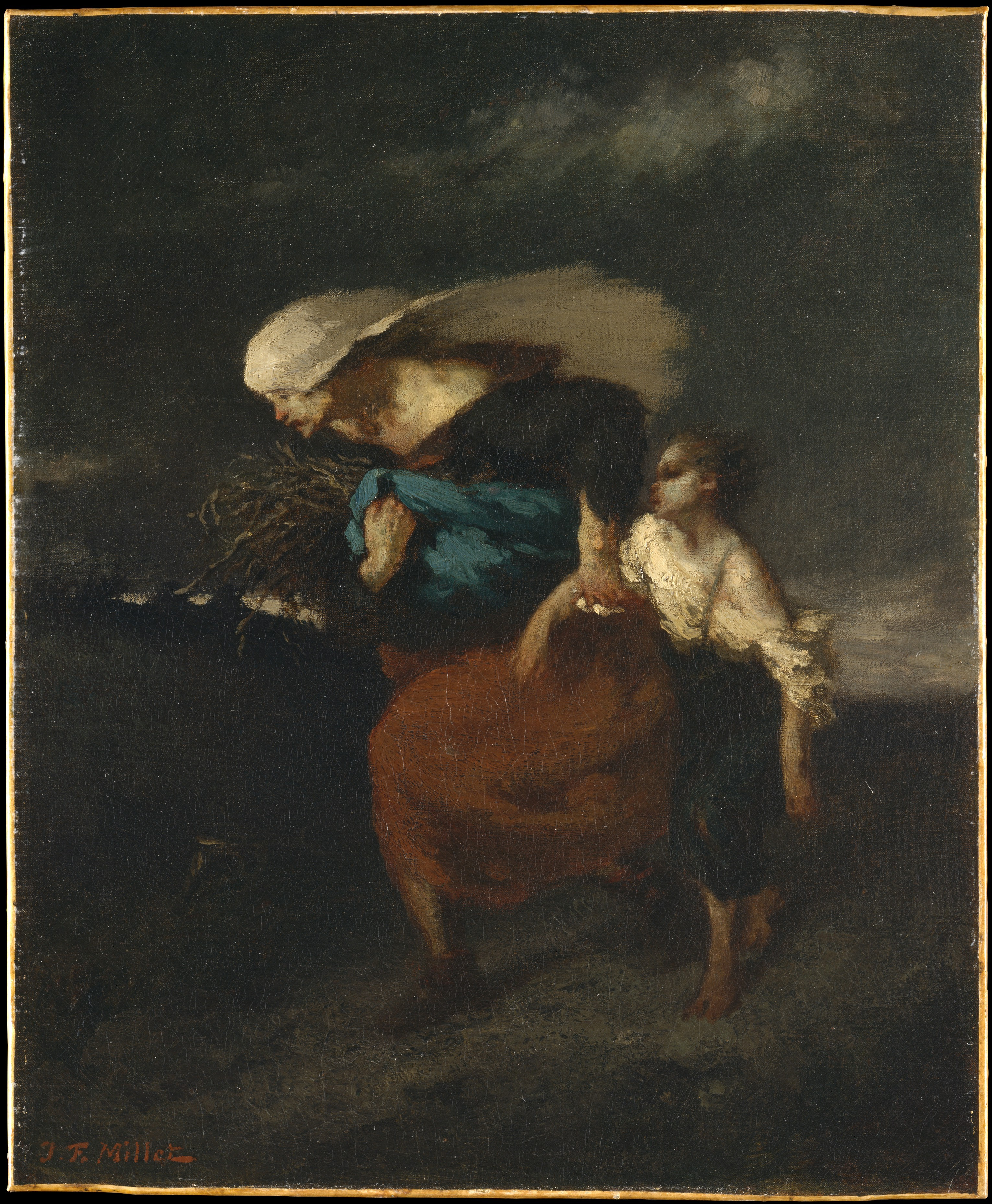
Бегство от бури. Ок. 1846. Холст, масло. Метрополитен-музей, Нью-Йорк
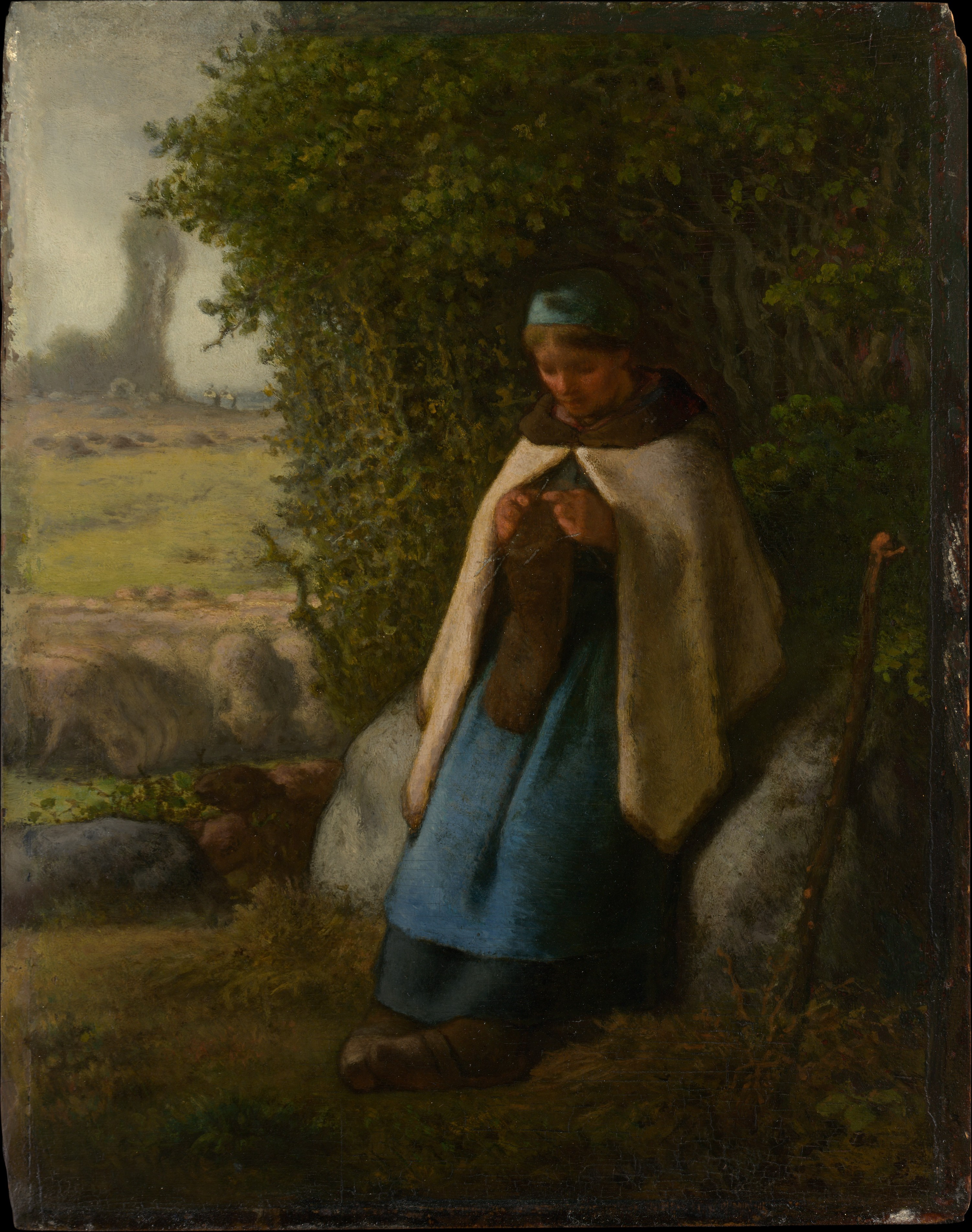
Пастушка, сидящая на камне. 1856. Дерево, масло. Метрополитен-музей, Нью-Йорк
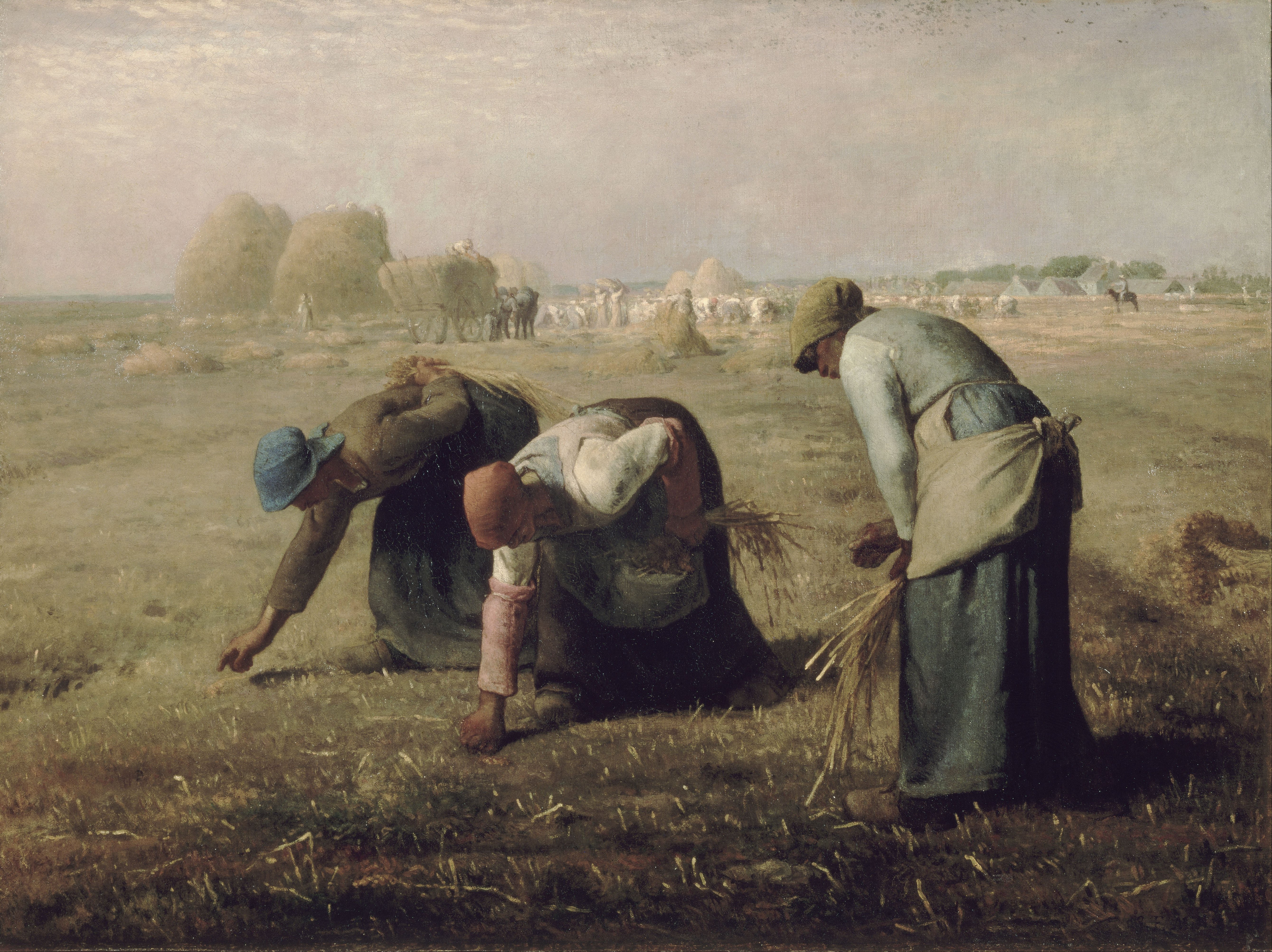
Сборщицы колосьев. 1857. Холст, масло. Музей Орсе, Париж
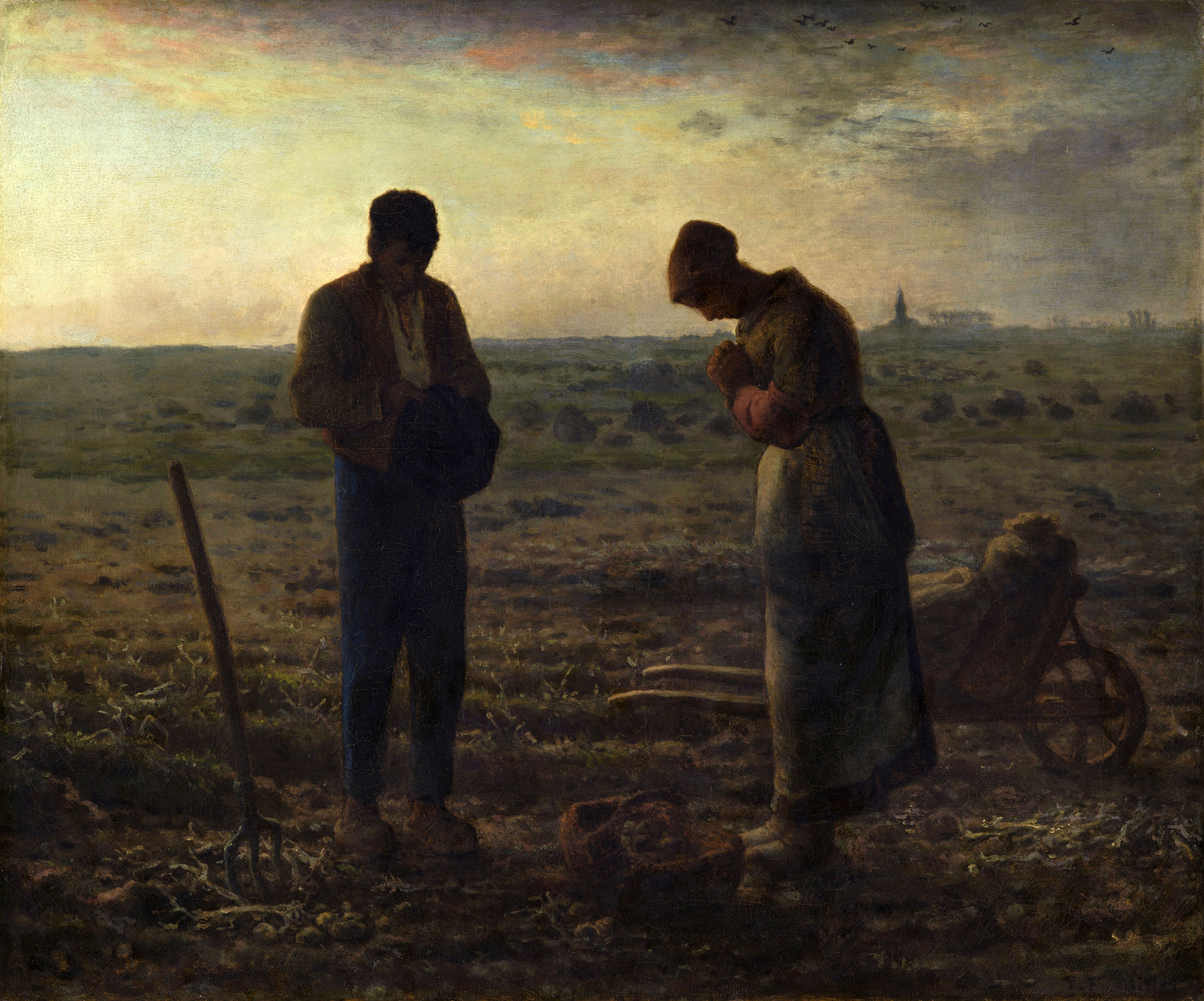
Анжелюс («Ангел Господень»). Между 1857 и 1859. Холст, масло. Музей Орсе, Париж
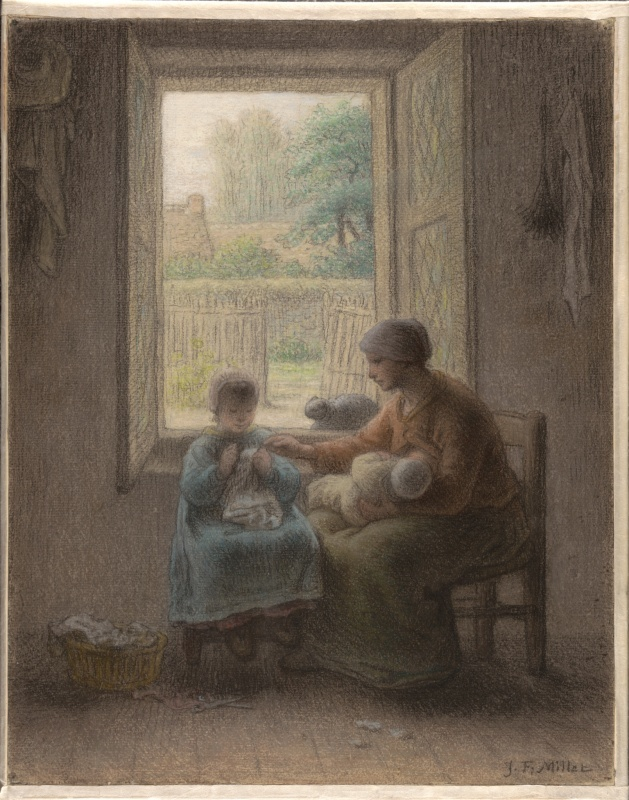
Урок шитья. Ок. 1860. Бумага, уголь, пастель. Музей искусств Крокера, Сакраменто, Калифорния, США
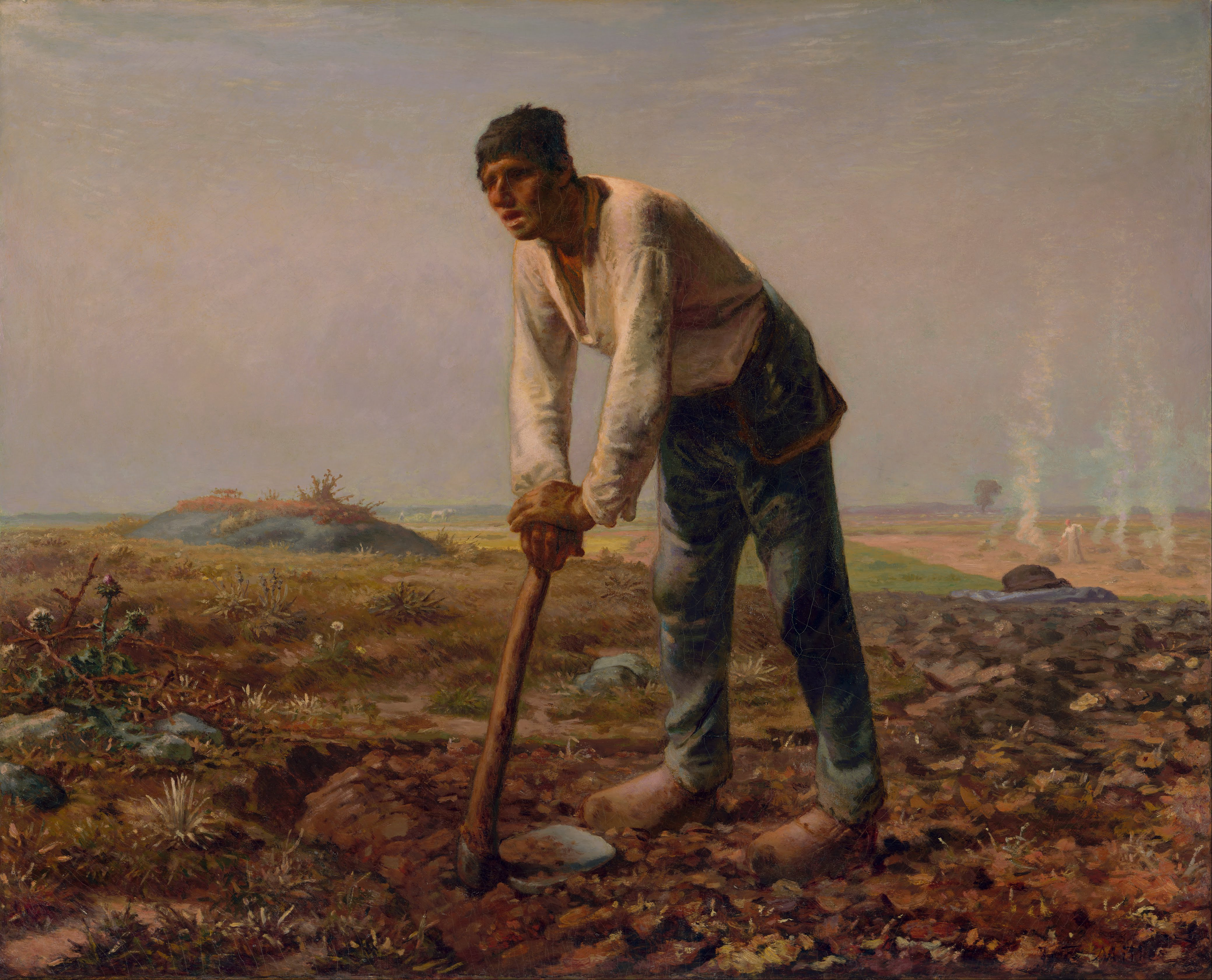
Человек с мотыгой. Между 1860 и 1862. Холст, масло. Центр Гетти, Лос-Анджелес, Калифорния, США
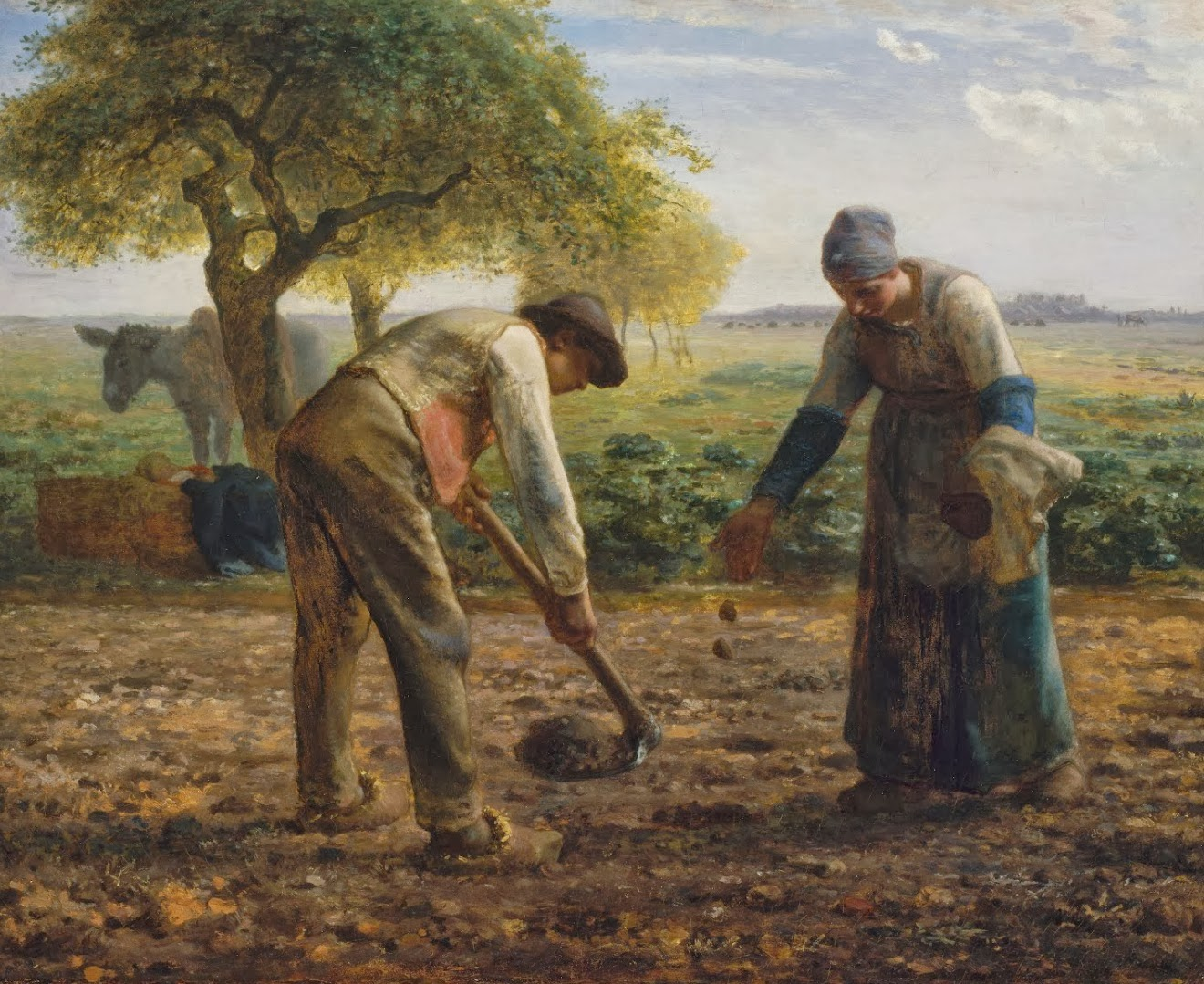
Сажающие картофель. Ок. 1861. Холст, масло. Музей изящных искусств, Бостон, Массачусетс, США
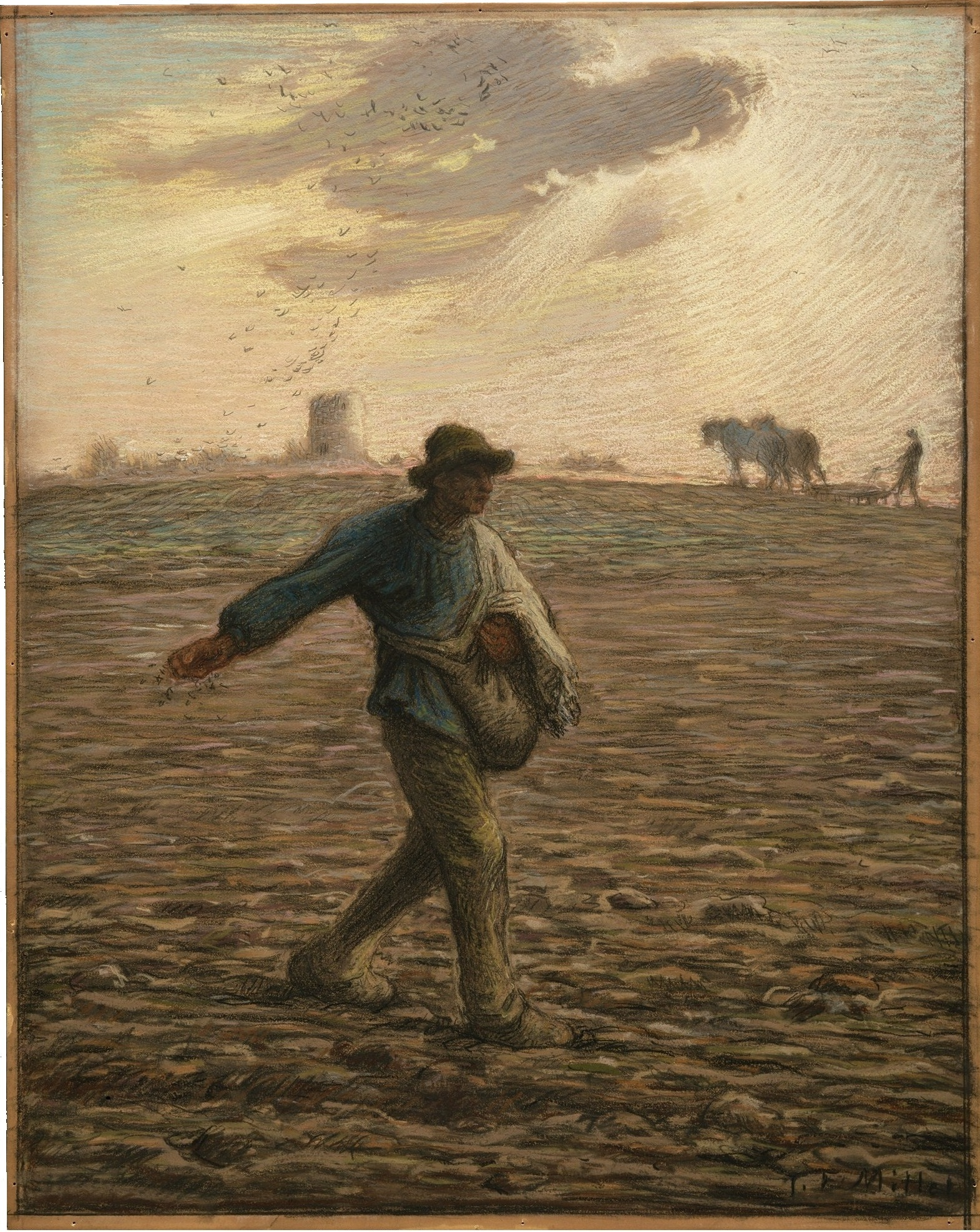
Сеятель. 1865. Бумага на дереве, пастель. Институт искусств Стерлинга и Франсин Кларк, Уильямстаун, Массачусетс, США
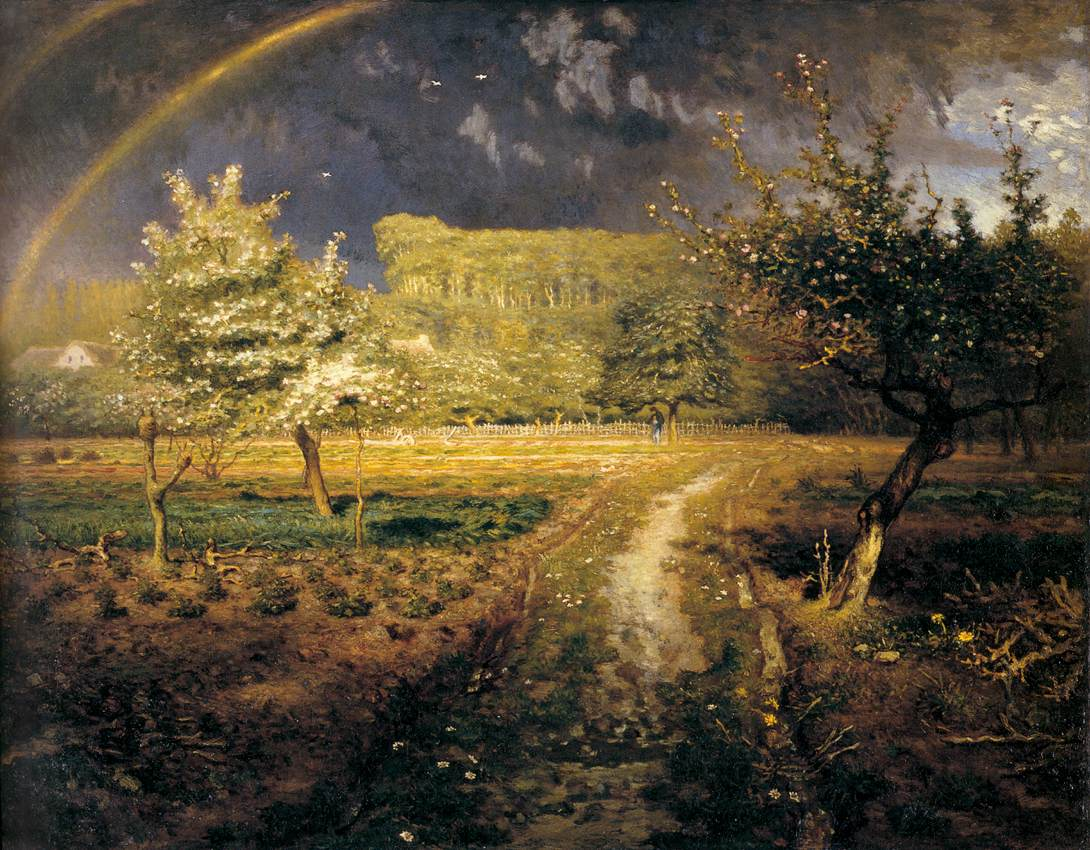
Весна. Между 1868 и 1873. Холст, масло. Музей Орсе, Париж